# Municipio de Spice Valley
El municipio de Spice Valley (en inglés: Spice Valley Township) es un municipio ubicado en el condado de Lawrence en el estado estadounidense de Indiana. En el año 2010 tenía una población de 2423 habitantes y una densidad poblacional de 13,13 personas por km².

## Geografía
El municipio de Spice Valley se encuentra ubicado en las coordenadas 38°45′32″N 86°36′16″O / 38.75889, -86.60444. Según la Oficina del Censo de los Estados Unidos, el municipio tiene una superficie total de 184.52 km², de la cual 182,17 km² corresponden a tierra firme y (1,27 %) 2,35 km² es agua.

## Demografía
Según el censo de 2010, había 2423 personas residiendo en el municipio de Spice Valley. La densidad de población era de 13,13 hab./km². De los 2423 habitantes, el municipio de Spice Valley estaba compuesto por el 97,94 % blancos, el 0,41 % eran afroamericanos, el 0,45 % eran amerindios, el 0,25 % eran asiáticos, el 0,04 % eran de otras razas y el 0,91 % eran de una mezcla de razas. Del total de la población el 0,66 % eran hispanos o latinos de cualquier raza.